# Menart
Menart je hrvatska diskografska kuća osnovana 1997. godine u Zagrebu (Menart Slovenija: 1994.) Tvrtka se bavi uslugom izdavanja i snimanja zvučnih zapisa. Menart je član udruženja diskografskih tvrtki IFPI (eng.:International Federation of the Phonographic Industry), koje predstavlja glazbenu industriju diljem svijeta s nekih 1.400 članova u 66 zemalja te povezanih industrijskih udruženja u 45 zemalja.

## Djelatnost
Menart je ekskluzivni stjecatelj licence Sony Music za teritorije Slovenije, Hrvatske, Srbije, Bosne i Hercegovine, Makedonije, Crne Gore i Albanije.
Kao domaća diskografska kuća, Menart je narasla u Sloveniji u vodeću tvrtku u popularnoj glazbi – dominira prodajom i Airplay ljestvicama s djelima izvođača kao što su Atomik Harmonik, Dan D, Siddharta i Tabu, Jan Plestenjak, Magnifico, Alya, Saša Lendero, Turbo Angels, Niet, Rebeka Dremelj i Kingston. Menart se etablirao na vrhu slovenske glazbene industrije. Osim fizičkog objavljivanja zapisa, Menart je u Sloveniji pokrenuo portal za preuzimanje sadržaja mZone.si (početkom 2008.). Na ovom portalu mogu Slovenski i (u manjem opsegu) međunarodni klijenti preuzeti domaće i strane naslove.
U Hrvatskoj je Menart u deset godina postao jedna od diskografskih kuća na vrhu. Poznat po njegovom snažnom A&R menadžmentu i kreativnim marketinškim rješenjima, Menart je uspostavio sljedeće izvođače u vrhu hrvatske popularne glazbene scene: Tram 11, The Beat Fleet, Colonia, Hladno pivo, Edo Maajka, Goran Karan, Letu štuke, Luka Nižetić, Pips, Chips & Videoclips i Lollobrigida Girls, Gustafi, Ivan Zak, Lana Jurčević, Pamela Ramljak i mnogi drugi.

## Međunarodne aktivnosti
Menart je također uspio izdati (kroz licence partnere) različite izvođače izvan područja bivše Jugoslavije:
- Karma – visoko profilirani izvođač u Slovačkoj i Češkoj. Osim toga, album Sedam dana je objavljen u Kini i Ukrajini. Razne singlice su objavljene na kompilacijama CDa cijelog svijeta.
- Colonia: razni singlovi su objavljeni u Poljskoj, Češkoj, Slovačkoj i istočnoj Aziji. Osim toga album 'Najbolje od svega' objavljen je u Rusiji
- Narany: visoko očekivani album je objavljen u kolovozu 2008., a očekuje se da će također biti izdan u različitim europskim zemljama
- Različite pjesme iz Menartovog kataloga su korištene u filmovima, reklamama i TV emisijama, uključujući i korištenje Frenkijeve pjesme, 'Soundtrack' u filmu 'The Incredible Hulk'

## Vanjske poveznice
- Službene stranice
- Slovenske stranice  Arhivirana inačica izvorne stranice od 4. srpnja 2019. (Wayback Machine)
- Menart d.o.o.  Arhivirana inačica izvorne stranice od 15. travnja 2012. (Wayback Machine)
- Menart Records | Free Music, Tour Dates, Photos, Videos – MySpace (engl.)
- Menart’s Label Page – Music at Last.fm  Arhivirana inačica izvorne stranice od 30. travnja 2012. (Wayback Machine) (engl.)
- Menart Records’s Label Page – Music at Last.fm  Arhivirana inačica izvorne stranice od 10. ožujka 2016. (Wayback Machine) (engl.)
- Menart Records | Facebook (engl.)
- MENART (@MenartLabel) on Twitter (engl.)